# Milà-Sanremo 1940
La Milà-Sanremo 1940 fou la 33a edició de la Milà-Sanremo. La cursa es disputà el 19 de març de 1940, sent el vencedor final l'italià Gino Bartali, que d'aquesta manera aconseguia la segona de les seves quatre victòries en aquesta cursa.
116 ciclistes hi van prendre part, acabant la cursa 85 d'ells.

## Classificació final
|    | Ciclista             | Equip                | Temps      |
| -- | -------------------- | -------------------- | ---------- |
| 1  | Gino Bartali         | Legnano              | 7h 44' 00" |
| 2  | Pietro Rimoldi       | Olympia              | m. t.      |
| 3  | Aldo Bini            | Bianchi              | m. t.      |
| 4  | Ruggero Moro         | Binda                | m. t.      |
| 5  | Oreste Sartori       | Binda                | m. t.      |
| 6  | Salvatore Crippa     | Gerbi                | m. t.      |
| 7  | Enrico Bolis         | -                    | m. t.      |
| 8  | Attilio Masarati     | Battisti-Aquilano    | m. t.      |
| 9  | Renzo Silvestri      | Parioli SS           | m. t.      |
| 10 | 25 ciclistes ex æquo | 25 ciclistes ex æquo | m. t.      |